# Oconee megye (Dél-Karolina)
Oconee megye az Amerikai Egyesült Államokban, azon belül Dél-Karolina államban található. Megyeszékhelye Walhalla, legnagyobb városa Seneca. Lakosainak száma 78 607 fő (2020. április 1.). Oconee megye Jackson, Hart, Transylvania, Pickens, Anderson, Franklin, Stephens, Habersham, Rabun és Macon megyékkel határos.

## Népesség
A megye népességének változása:
| Lakosok száma | 74 364 | 74 229 | 74 628 | 75 045 | 75 713 | 78 607 |
|               | 2010   | 2011   | 2012   | 2013   | 2015   | 2020   |